# Moneng Sepati
Moneng Sepati is een bestuurslaag in het regentschap Lubuklinggau van de provincie Zuid-Sumatra, Indonesië. Moneng Sepati telt 1176 inwoners (volkstelling 2010).